# Olin Carter
Olin Ray Carter III (Allen, 12 novembre 1996) è un cestista statunitense.